# Jython
Jython, anciennement nommé JPython (il a été renommé pour une question de licence), est un interprète Python écrit en Java, créé en 1997 par Jim Hugunin.
Jython offre les fonctionnalités suivantes :
- Compilation de code Python en bytecode Java ;
- Héritage de classes Java par des classes Python ;
- Exécution de code Python durant le fonctionnement d’un programme Java (scripting) ;
- Utilisation d’objets Java dans le code Python.